# 黑龙江科技大学
黑龙江科技大学是位于中國黑龙江省哈尔滨市的一所大学，地址为哈尔滨市松北区浦源路2468号 ，是一所以矿业工程为特色的高校，由黑龙江省人民政府与国家安全生产监督管理总局共建。
学校拥有工学、管理学、经济学、理学、法学、文学等多个学科，57个本科专业，其中国家特色专业建设点4个、省重点专业10个。

## 历史沿革

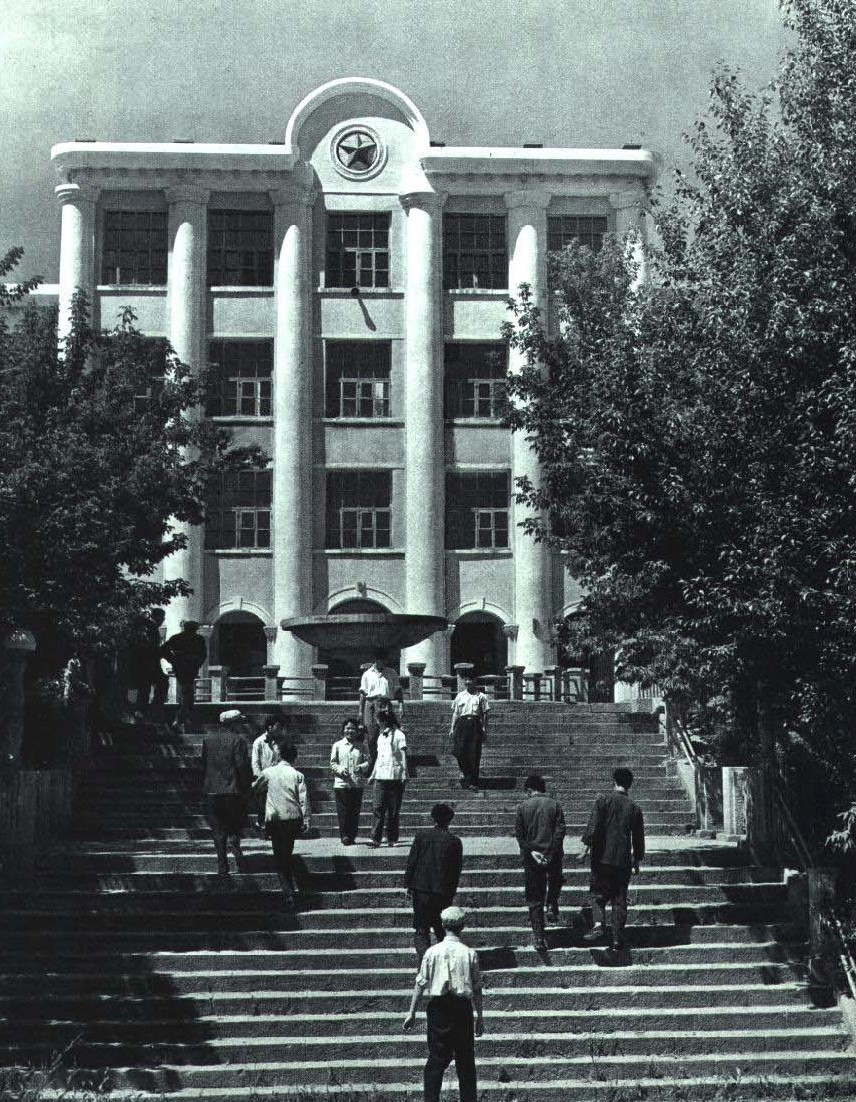
1964年的鸡西煤矿学校

- 1947年，中国共产党在鸡西建立东北第一所煤矿工人学校。
- 1954年，与鹤岗煤矿学校合并成立鸡西煤矿学校。
- 1958年，在鸡西煤矿学校基础上成立本科教育鸡西矿业学院。
- 1964年，因院校调整又改为鸡西煤矿学校。
- 1978年，复建本科教育鸡西矿业学院。
- 1981年，改称黑龙江矿业学院，隶属于原国家煤炭工业部。
- 1998年，实行中央与地方共建、以黑龙江省管理为主。
- 2000年，经教育部批准更名为黑龙江科技学院。
- 2001年，在哈尔滨建设新校区。
- 2003年，学校主体由鸡西市迁入哈尔滨市。
- 2013年，经教育部批准更名为黑龙江科技大学。[2]

## 教学单位
黑龙江科技大学现有17个教学单位：
- 矿业工程学院
- 环境与化工学院
- 安全工程学院
- 电气与控制工程学院
- 电子与信息工程学院
- 机械工程学院
- 材料科学与工程学院
- 建筑工程学院
- 计算机与信息工程学院
- 管理学院
- 经济学院
- 人文社会科学学院
- 马克思主义学院
- 理学院
- 研究生学院
- 外国语学院
- 体育部
- 创新创业学院
- 继续教育学院